# اس‌ام‌آرتی
اس‌ام‌آرتی (انگلیسی: SMRT) شرکت خوشه‌ای سنگاپوری است، که در سال ۱۹۸۷ تأسیس شد.